# Landschaftsschutzgebiet Offenland um Schüren und Erflinghausen

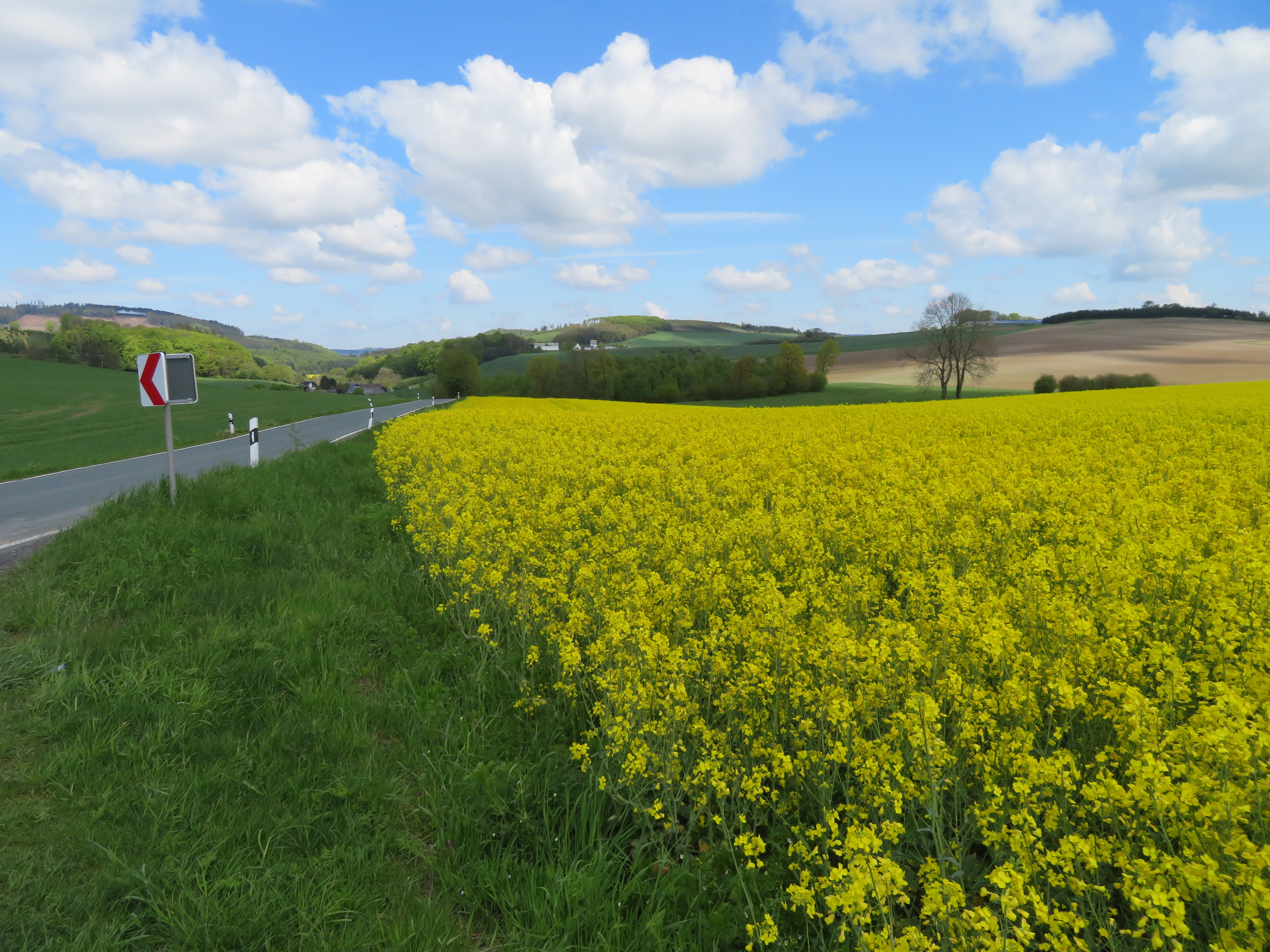
Landschaftsschutzgebiet Offenland um Schüren und Erflinghausen

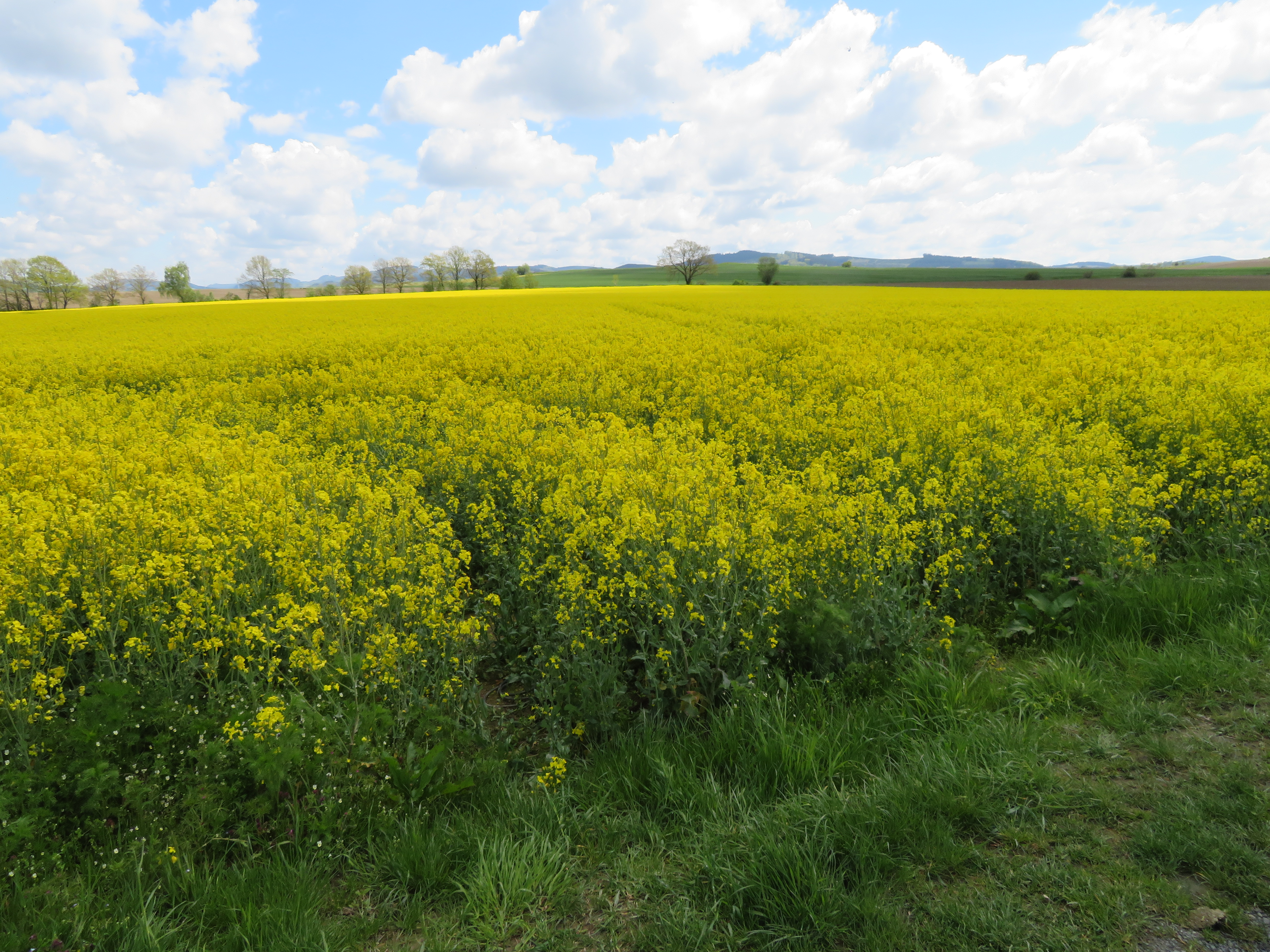
Ackerbereich im LSG

Das Landschaftsschutzgebiet Offenland um Schüren und Erflinghausen mit 247,44 ha  liegt im Stadtgebiet von Meschede im Hochsauerlandkreis. Es wurde 2020 mit der Neuaufstellung des Landschaftsplanes Meschede durch den Kreistag des Hochsauerlandkreises als Landschaftsschutzgebiet (LSG) ausgewiesen. Von 1994 bis 2020 gehörte die Fläche zu den drei LSG Landschaftsschutzgebiet Ortsnahe Freiflächen bei Erflinghausen, Landschaftsschutzgebiet Ortsnahe Freiflächen bei Schüren und Landschaftsschutzgebiet Meschede. Das LSG ist eines von 67 Landschaftsschutzgebieten in der Stadt Meschede. Dort gibt es ein Landschaftsschutzgebiet vom Typ A, 34 Landschaftsschutzgebiete vom Typ B und 32 Landschaftsschutzgebiete vom Typ C. Dieses Landschaftsschutzgebiet wurde 2020 als LSG vom Typ B Ortsrandlagen, Landschaftscharakter ausgewiesen und gehört zum Naturpark Sauerland-Rothaargebirge.

## Gebietsbeschreibung
Beim LSG handelt es sich um den nordöstlichen Teil der Büenfelder Hochfläche. Der zentrale Teil südlich und südöstlich von Schüren bildet die einzige Plateaulag. Dieser Bereich ist überwiegend ackerbaulich genutzt und relativ strukturarm. Richtung Erflinghausen, Mielinghausen und Enkhausen fällt die Hochfläche in geschwungenen Hanglagen ab. Nördlich von Schüren ist eine Unterhangfläche des Osenberges Teil des LSG. Südlich von Erflinghausen gehört ein kleines Tälchen und eine offene Talrandfläche mit überwiegender Ackernutzung zum LSG.
Laut Landschaftsplan stellt das LSG Teilhabitate für ziehende Vogelarten zur Verfügung.

## Schutzzweck
Zum Schutzzweck der LSG vom Typ B Ortsrandlagen, Landschaftscharakter im Landschaftsplangebiet Meschede führt der Landschaftsplan auf: „Sicherung der Vielfalt und Eigenart der Landschaft im Nahbereich der Ortslagen sowie in alten landwirtschaftlichen Vorranggebieten insbesondere durch deren Offenhaltung; Erhaltung der Leistungsfähigkeit des Naturhaushalts hinsichtlich seines Artenspektrums und der Nutzungsfähigkeit der Naturgüter (hier: leistungsfähige Böden); Umsetzung der Entwicklungsziele 1.1 und – primär – 1.5 zum Schutz des spezifischen Charakters und der Identität der landschaftlichen Teilräume; entsprechend dem Schutzzweck unter 2.3.1 auch Ergänzung der strenger geschützten Teile dieses Naturraums durch den Schutz ihrer Umgebung vor Eingriffen, die den herausragenden Wert dieser Naturschutzgebiete und Schutzobjekte mindern könnten (Pufferzonenfunktion); Erhaltung der im gesamten Gebiet verstreut anzutreffenden kulturhistorischen Relikte.“

## Rechtliche Vorschriften
Wie in den anderen Landschaftsschutzgebieten im Stadtgebiet besteht im LSG ein Verbot Bauwerke zu errichten. Vom Verbot ausgenommen sind Bauvorhaben für Gartenbaubetriebe, Land- und Forstwirtschaft. Die Untere Naturschutzbehörde kann Ausnahme-Genehmigungen für Bauten aller Art erteilen. Wie in den anderen Landschaftsschutzgebieten vom Typ B in Meschede besteht im LSG ein Verbot der Erstaufforstung und Weihnachtsbaum-, Schmuckreisig- und Baumschul-Kulturen anzulegen.